# Anna Adelaide di Fürstenberg-Heiligenberg
Anna Adelaide di Fürstenberg-Heiligenberg (Monaco di Baviera, 16 gennaio 1659 – Bruxelles, 13 novembre 1701) è stata una principessa tedesca di Fürstenberg-Heiligenberg, contessa consorte e poi principessa di Thurn und Taxis.

## Biografia
Era figlia del principe Ermanno Egon di Fürstenberg-Heiligenberg e di Maria Francesca di Fürstenberg-Stühlingen.
Venne data in moglie al principe Eugenio Alessandro di Thurn und Taxis che sposò a Vienna il 24 marzo 1678.
Diede al marito nove figli:
- Dorotea (Bruxelles, 20 gennaio 1679-Bruxelles, 2 agosto 1681);
- Anselmo Francesco (Bruxelles, 30 gennaio 1681-Bruxelles, 8 novembre 1739), sposò Maria Ludovica di Lobkowicz;
- Jacopo Lamoral, canonico a Colonia;
- Enrico Francesco (Bruxelles, 26 febbraio 1682-Parigi, 4 dicembre 1700), canonico a Colonia e ad Augusta;
- Anna Francesca (Bruxelles, 25 febbraio 1683-17 gennaio 1763), sposò Francesco Ernesto di Salm-Reifferscheidt;
- Eleonora Ferdinanda (Bruxelles, 18 settembre 1685-Aquisgrana, 22 dicembre 1721), sposò Filippo Ugo di Manderscheid-Kayl;
- Ignazio Lamoral (Bruxelles, 2 settembre 1686-Belgrado, 16 agosto 1717);
- Anna Teresa (Bruxelles, 18 giugno 1689- 1607 o 1609), divenne suora nel 1706 a Namur;
- Maria Isabella (Bruxelles, 1º dicembre 1691-Namur, 22 aprile 1764), sposò il conte Guglielmo Alessandro di Lannoy.

## Ascendenza
|                                                    |                                    |                                                  | Genitori                                           |  |  | Nonni |  |  | Bisnonni                                      |  |  | Trisnonni                                  |  |
|                                                    |                                    |                                                  |                                                    |  |  |       |  |  | Friederich, conte di Fürstenberg-Heiligenberg |  |  | Joachim, conte di Fürstenberg-Heiligenberg |  |
|                                                    |                                    |                                                  |                                                    |  |  |       |  |  | Friederich, conte di Fürstenberg-Heiligenberg |  |  | Joachim, conte di Fürstenberg-Heiligenberg |  |
|                                                    |                                    | Anna von Zimmern                                 |                                                    |  |  |       |  |  | Friederich, conte di Fürstenberg-Heiligenberg |  |  |                                            |  |
| Egon VIII, conte di Fürstenberg-Heiligenberg       |                                    |                                                  |                                                    |  |  |       |  |  | Friederich, conte di Fürstenberg-Heiligenberg |  |  |                                            |  |
|                                                    |                                    | Elisabeth von Sulz                               | Alwig II, conte di Sulz                            |  |  |       |  |  |                                               |  |  |                                            |  |
|                                                    |                                    | Elisabeth von Sulz                               | Alwig II, conte di Sulz                            |  |  |       |  |  |                                               |  |  |                                            |  |
|                                                    |                                    | Elisabeth von Sulz                               | Barbara von Helfenstein-Wiesensteig                |  |  |       |  |  |                                               |  |  |                                            |  |
| Hermann Egon, principe di Fürstenberg-Heiligenberg |                                    | Elisabeth von Sulz                               |                                                    |  |  |       |  |  |                                               |  |  |                                            |  |
|                                                    |                                    | Johann Georg, principe di Hohenzollern-Hechingen | Eitel Friedrich I, conte di Hohenzollern-Hechingen |  |  |       |  |  |                                               |  |  |                                            |  |
|                                                    |                                    | Johann Georg, principe di Hohenzollern-Hechingen | Eitel Friedrich I, conte di Hohenzollern-Hechingen |  |  |       |  |  |                                               |  |  |                                            |  |
|                                                    |                                    | Johann Georg, principe di Hohenzollern-Hechingen | Sibylle von Zimmern                                |  |  |       |  |  |                                               |  |  |                                            |  |
| Anna Maria von Hohenzollern-Hechingen              |                                    | Johann Georg, principe di Hohenzollern-Hechingen |                                                    |  |  |       |  |  |                                               |  |  |                                            |  |
|                                                    |                                    | Franziska von Salm-Neufville                     | Friedrich I, conte di Salm-Neufville               |  |  |       |  |  |                                               |  |  |                                            |  |
|                                                    |                                    | Franziska von Salm-Neufville                     | Friedrich I, conte di Salm-Neufville               |  |  |       |  |  |                                               |  |  |                                            |  |
|                                                    |                                    | Franziska von Salm-Neufville                     | Franziska von Salm                                 |  |  |       |  |  |                                               |  |  |                                            |  |
| Anna Adelheid von Fürstenberg-Heiligenberg         |                                    | Franziska von Salm-Neufville                     |                                                    |  |  |       |  |  |                                               |  |  |                                            |  |
|                                                    | Christoph II, conte di Fürstenberg | Albrecht, conte di Fürstenberg                   |                                                    |  |  |       |  |  |                                               |  |  |                                            |  |
|                                                    | Christoph II, conte di Fürstenberg | Albrecht, conte di Fürstenberg                   |                                                    |  |  |       |  |  |                                               |  |  |                                            |  |
|                                                    | Christoph II, conte di Fürstenberg | Elisabeth, baronessa di Pernstejna               |                                                    |  |  |       |  |  |                                               |  |  |                                            |  |
| Friedrich Rudolf, conte di Fürstenberg-Stühlingen  | Christoph II, conte di Fürstenberg |                                                  |                                                    |  |  |       |  |  |                                               |  |  |                                            |  |
|                                                    |                                    | Dorothea Holicky ze Sternberka                   | Otokar Holicky ze Sternberka                       |  |  |       |  |  |                                               |  |  |                                            |  |
|                                                    |                                    | Dorothea Holicky ze Sternberka                   | Otokar Holicky ze Sternberka                       |  |  |       |  |  |                                               |  |  |                                            |  |
|                                                    |                                    | Dorothea Holicky ze Sternberka                   | Anna Raupowecz z Raupowa                           |  |  |       |  |  |                                               |  |  |                                            |  |
| Maria Franziska von Fürstenberg-Stühlingen         |                                    | Dorothea Holicky ze Sternberka                   |                                                    |  |  |       |  |  |                                               |  |  |                                            |  |
|                                                    |                                    | Johann Reinhard I, conte di Hanau-Lichtenberg    | Philipp V, conte di Hanau-Lichtenberg              |  |  |       |  |  |                                               |  |  |                                            |  |
|                                                    |                                    | Johann Reinhard I, conte di Hanau-Lichtenberg    | Philipp V, conte di Hanau-Lichtenberg              |  |  |       |  |  |                                               |  |  |                                            |  |
|                                                    |                                    | Johann Reinhard I, conte di Hanau-Lichtenberg    | Ludovica Margaretha von Zweibrücken-Bitsch         |  |  |       |  |  |                                               |  |  |                                            |  |
| Anna Magdalena von Hanau-Lichtenberg               |                                    | Johann Reinhard I, conte di Hanau-Lichtenberg    |                                                    |  |  |       |  |  |                                               |  |  |                                            |  |
|                                                    |                                    | Maria Elisabeth von Hohenlohe-Neuenstein         | Wolfgang II, conte di Hohenlohe-Weikersheim        |  |  |       |  |  |                                               |  |  |                                            |  |
|                                                    |                                    | Maria Elisabeth von Hohenlohe-Neuenstein         | Wolfgang II, conte di Hohenlohe-Weikersheim        |  |  |       |  |  |                                               |  |  |                                            |  |
|                                                    |                                    | Maria Elisabeth von Hohenlohe-Neuenstein         | Magdalena von Nassau-Dillenburg                    |  |  |       |  |  |                                               |  |  |                                            |  |
|                                                    |                                    | Maria Elisabeth von Hohenlohe-Neuenstein         |                                                    |  |  |       |  |  |                                               |  |  |                                            |  |